# مونتي كارلو (ملحن)
مونتي كارلو (بالإنجليزية: Monte Carlo)‏ هو ملحن وكاتب أغاني أمريكي، ولد في 14 يوليو 1883، وتوفي في يوليو 1967.

## وصلات خارجية
- مونتي كارلو على موقع ميوزك برينز (الإنجليزية)
- مونتي كارلو على موقع قاعدة بيانات برودواي على الإنترنت (الإنجليزية)